# Гдуд ха-авода
Гдуд ха-авода (Рабочий батальон имени Йосефа Вольфовича Трумпельдора, ивр. גדוד העבודה וההגנה על־שם יוסף טרומפלדור‎) — первая в Эрец-Исраэль рабочая коммуна.

## Общие сведения
«Рабочий батальон» основан на началах полного коллективизма и все заработанные Гдуд ха-авода средства поступали в общую кассу. Целью организации было создание «Общей коммуны еврейских рабочих в Эрец-Исраэль». Гдуд («батальон») делился на плугот («отряды»), выполнявшие различные хозяйственные задания в разных местностях и городах.

## История
Организация была создана осенью 1920 года группой пионеров третьей алии, последователей И. В. Трумпельдора и членов Гехалуц, к которым присоединились некоторые члены Ха-Шомера, группа Шломо Лави и т. д. Руководителями «Рабочего батальона» были Мендл Элькинд и Иехуда Алмог (в честь которого назовут поселение Альмог), также в числе активных участников Гдуд ха-аводы был Ицхак Саде.
Организация подписала контракт на строительство участка дороги Тверия — Табха, и направила свои плугот в Изреельскую долину и основала киббуцы Эйн-Харод в 1921 году и Тель-Иосеф в 1923 году, слившиеся впоследствии в один сельскохозяйственный кооператив. Группа членов организации направилась в Иерусалим для работы в еврейском жилищном строительстве для внедрения еврейского труда в эту отрасль хозяйства и укрепления еврейской самообороны города. В 1920−1926 годах организация достигла наивысшего расцвета, и играла важную роль в заселении Эрец-Исраэль, обороне и освоении новых отраслей труда в Эрец-Исраэль. Через ряды Гдуд ха-авода прошло более двух тысяч человек.
В 1922−1923 годах появились первые разногласия в Гдуд ха-авода, когда часть членов киббуца Эйн-Харод потребовала хозяйственной автономии и отделилась от общей кассы. Затем возникли новые идейно-политические расхождения. Меньшинство стремилось превратить Гдуд ха-авода в политическую партию, их взгляды представляли смесь идей советского коммунизма и крайнего синдикализма.
В 1926 произошёл раскол на правую и левую фракции. Левая фракция, характеризовавшаяся прокоммунистическими тенденциями, вскоре распалась. Некоторые её члены, включая Мендля Элькинда, уехали в СССР, где создали в Крыму коммуну, которая была названа на эсперанто «Войо нова» («Новый путь»), так как советские власти запретили наименование на иврите, а дать название на идиш коммунары отказались. Эта коммуна была ликвидирована в 1931−1932, а в 1933, став колхозом, большинство её организаторов пострадали в результате сталинских репрессий, Мендл Элькинд был расстрелян в 1938.
В декабре 1929 года созданные «Рабочим батальона» киббуцы Тель-Иосеф, Кфар-Гилади и Рамат-Рахель присоединились к Ахдут ха-Авода.